# Prix Arthur C. Cope
Le prix Arthur C. Cope (Arthur C. Cope Award) est un prix qui récompense des travaux dans le domaine de la chimie organique. Il est généralement considéré comme l'une des plus hautes distinctions dans ce domaine. Ce prix, sponsorisé par le fonds Arthur C. Cope, est décerné depuis 1973 par l'American Chemical Society.

## Lauréats
- 1973 Roald Hoffmann et Robert Burns Woodward
- 1974 Donald J. Cram
- 1976 Elias James Corey
- 1978 Orville L. Chapman
- 1980 Gilbert Stork
- 1982 Frank Westheimer (en)
- 1984 Albert Eschenmoser
- 1986 Duilio Arigoni
- 1987 Ronald Breslow
- 1988 Kenneth B. Wiberg
- 1989 William Summer Johnson
- 1990 Koji Nakanishi (en)
- 1991 Gerhard L. Closs (en)
- 1992 K. Barry Sharpless
- 1993 Peter Dervan (en)
- 1994 John D. Roberts
- 1995 George Whitesides
- 1996 Robert G. Bergman
- 1997 Ryoji Noyori
- 1998 Samuel Danishefsky
- 1999 Ralph Hirschmann (en)
- 2000 David A. Evans
- 2001 George A. Olah
- 2002 Robert Grubbs
- 2003 Larry Overman (en)
- 2004 Barry Trost
- 2005 Kyriacos Nicolaou (de)
- 2006 Peter Schultz
- 2007 Jean Fréchet
- 2008 James Fraser Stoddart
- 2009 Manfred Reetz (de)
- 2010 Kendall Houk (en)
- 2011 Nicholas Turro (en)
- 2012 Chi-Huey Wong
- 2013 Stephen L. Buchwald
- 2014 Stuart L. Schreiber
- 2015 Paul Wender
- 2016 Eric Jacobsen (en)
- 2017 Carolyn R. Bertozzi
- 2018 Steven Ley
- 2019 Dieter Seebach
- 2020 Dennis A. Dougherty (en)

## Source
- (en) « Liste des lauréats sur le site de l'ACS »